# 岡本達思
岡本 達思（おかもと たつし、1950年9月 - ）は日本の実業家、市民活動家。福島第一原子力発電所事故後、放射線量の計測や勉強会を行っている。

## 学歴及び職歴
- 東京都板橋区生まれ[2]、東京都板橋区成増在住[3][4]。日本大学農獣医学部退学[2]。
- 1973年－1975年、マリン専門誌の編集及び写真家[2]
- 1975年、玄株式会社入社[2]。
- 1985年、同社取締役に就任[2]。
- 2005年、同社代表取締役に就任[2]。
- 2010年、同社退社及び監査役に就任[2]。
- 2010年、社会貢献活動、講演及びコンサルティングを主たる業務とする岡本事務所を設立[5][2]。

## 市民活動歴
- 1960年代、日大で学生運動を行い、『日大闘争の記録－忘れざる日々』を編纂[2][6]。
- 1987年－現在に至る、「パレスチナの子どもの里親運動」の代表理事[7]
- 2011年－現在に至る、「福島原発暴発阻止行動プロジェクト」(現「公益社団法人福島原発行動隊」)の行動隊員、及び「さようなら原発＠板橋ネットワーク」で活動[2]
- 2012年8月、福島原発行動隊の活動のため渡米[3]。この活動はアメリカのメディアでも取り上げられた[8]。
- 2012年12月、2014年2月、宇都宮勝手連として東京都知事選で宇都宮健児を支援[2][9]
- 「宮津湾岸研究所」の監査役に就任[10]。
- 「オリンピック会場の放射線を測る会」で活動を実施[11]。
- 2014年夏季のガザ紛争でイスラエルを批判する講演を実施[12]。